# UEFA Champions League 2020-2021 (fase a gironi)
La fase a gironi della UEFA Champions League 2020-2021 si è disputata tra il 20 ottobre ed il 9 dicembre 2020. Hanno partecipato a questa fase della competizione 32 club: 16 di essi si sono qualificati alla successiva fase a eliminazione diretta, che condurrà alla finale di Istanbul del 29 maggio 2021.

## Date
| Fase          | Sorteggio                                 | Turno            | Data                |
| ------------- | ----------------------------------------- | ---------------- | ------------------- |
| Fase a gironi | 1º ottobre 2020, ore 17:00 CEST (Ginevra) | Prima giornata   | 20-21 ottobre 2020  |
| Fase a gironi | 1º ottobre 2020, ore 17:00 CEST (Ginevra) | Seconda giornata | 27-28 ottobre 2020  |
| Fase a gironi | 1º ottobre 2020, ore 17:00 CEST (Ginevra) | Terza giornata   | 3-4 novembre 2020   |
| Fase a gironi | 1º ottobre 2020, ore 17:00 CEST (Ginevra) | Quarta giornata  | 24-25 novembre 2020 |
| Fase a gironi | 1º ottobre 2020, ore 17:00 CEST (Ginevra) | Quinta giornata  | 1º-2 dicembre 2020  |
| Fase a gironi | 1º ottobre 2020, ore 17:00 CEST (Ginevra) | Sesta giornata   | 8-9 dicembre 2020   |

## Squadre
| Legenda                                                                        |
| ------------------------------------------------------------------------------ |
| Primi e secondi classificati (alla fase a eliminazione diretta)                |
| Terzi classificati (alla fase a eliminazione diretta della UEFA Europa League) |
| Quarti classificati (eliminati)                                                |

| Squadre               | Coeff   |
| Urna 1                | Urna 1  |
| --------------------- | ------- |
| Bayern Monaco         | 136.000 |
| Siviglia              | 102.000 |
| Real Madrid           | 134.000 |
| Liverpool             | 99.000  |
| Juventus              | 117.000 |
| Paris Saint-Germain   | 113.000 |
| Zenit San Pietroburgo | 64.000  |
| Porto                 | 75.000  |

| Squadre           | Coeff   |
| Urna 2            | Urna 2  |
| ----------------- | ------- |
| Barcellona        | 128.000 |
| Atlético Madrid   | 127.000 |
| Manchester City   | 116.000 |
| Manchester Utd    | 100.000 |
| Šachtar           | 85.000  |
| Borussia Dortmund | 85.000  |
| Chelsea           | 83.000  |
| Ajax              | 69.500  |

| Squadre     | Coeff  |
| Urna 3      | Urna 3 |
| ----------- | ------ |
| Dinamo Kiev | 55.000 |
| Salisburgo  | 53.500 |
| RB Lipsia   | 49.000 |
| Inter       | 44.000 |
| Olympiacos  | 43.000 |
| Lazio       | 41.000 |
| Krasnodar   | 35.500 |
| Atalanta    | 33.500 |

| Squadre             | Coeff  |
| Urna 4              | Urna 4 |
| ------------------- | ------ |
| Lokomotiv Mosca     | 33.000 |
| Olympique Marsiglia | 31.000 |
| Club Bruges         | 28.500 |
| Borussia M'gladbach | 26.000 |
| İstanbul Başakşehir | 21.500 |
| Midtjylland         | 14.500 |
| Rennes              | 14.000 |
| Ferencváros         | 9.000  |

## Sorteggio
| Gruppo | 1ª fascia             | 2ª fascia         | 3ª fascia   | 4ª fascia           |
| ------ | --------------------- | ----------------- | ----------- | ------------------- |
| A      | Bayern Monaco         | Atlético Madrid   | Salisburgo  | Lokomotiv Mosca     |
| B      | Real Madrid           | Šachtar           | Inter       | Borussia M'gladbach |
| C      | Porto                 | Manchester City   | Olympiacos  | Olympique Marsiglia |
| D      | Liverpool             | Ajax              | Atalanta    | Midtjylland         |
| E      | Siviglia              | Chelsea           | Krasnodar   | Rennes              |
| F      | Zenit San Pietroburgo | Borussia Dortmund | Lazio       | Club Bruges         |
| G      | Juventus              | Barcellona        | Dinamo Kiev | Ferencváros         |
| H      | Paris Saint-Germain   | Manchester Utd    | RB Lipsia   | İstanbul Başakşehir |

## Risultati

### Gruppo A
| Squadra         | Pt | G | V | N | P | GF | GS | DG  |
| --------------- | -- | - | - | - | - | -- | -- | --- |
| Bayern Monaco   | 16 | 6 | 5 | 1 | 0 | 18 | 5  | +13 |
| Atlético Madrid | 9  | 6 | 2 | 3 | 1 | 7  | 8  | -1  |
| Salisburgo      | 4  | 6 | 1 | 1 | 4 | 10 | 17 | -7  |
| Lokomotiv Mosca | 3  | 6 | 0 | 3 | 3 | 5  | 10 | -5  |

| Arbitro: | Serdar Gözübüyük |

|                              |           |                        |
| Szoboszlai 45’ Junuzović 50’ | Marcatori | 19’ Éder 75’ Lisakovič |

| Arbitro: | Michael Oliver |

|                                         |           |  |
| Coman 28’, 72’ Goretzka 41’ Tolisso 66’ | Marcatori |  |

| Arbitro: | István Kovács |

|              |           |                          |
| Mirančuk 70’ | Marcatori | 13’ Goretzka 79’ Kimmich |

| Arbitro: | Ovidiu Hațegan |

|                                  |           |                                  |
| Llorente 29’ João Félix 52’, 85’ | Marcatori | 40’ Szoboszlai 47’ (aut.) Felipe |

| Arbitro: | Benoît Bastien |

|                     |           |             |
| Mirančuk 25’ (rig.) | Marcatori | 18’ Giménez |

| Arbitro: | Danny Makkelie |

|                        |           |                                                                                    |
| Berisha 4’ Okugawa 66’ | Marcatori | 21’ (rig.), 88’ Lewandowski 44’ (aut.) Nissen 79’ Boateng 83’ Sané 90+2’ Hernández |

| Madrid 25 novembre 2020, ore 21:00 CET 4ª giornata | Atlético Madrid | 0 – 0 referto | Lokomotiv Mosca | Wanda Metropolitano (0 spett.)\| Arbitro: \| Slavko Vinčić \| |
| Arbitro:                                           | Slavko Vinčić   |               |                 |                                                               |

| Arbitro: | Orel Grinfeld |

|                                    |           |             |
| Lewandowski 43’ Coman 52’ Sané 68’ | Marcatori | 73’ Berisha |

| Arbitro: | Ali Palabıyık |

|                     |           |                              |
| Mirančuk 79’ (rig.) | Marcatori | 28’, 41’ Berisha 81’ Adeyemi |

| Arbitro: | Clément Turpin |

|                |           |                   |
| João Félix 26’ | Marcatori | 86’ (rig.) Müller |

| Arbitro: | Sandro Schärer |

|                            |           |  |
| Süle 63’ Choupo-Moting 80’ | Marcatori |  |

| Arbitro: | Anthony Taylor |

|  |           |                          |
|  | Marcatori | 39’ Hermoso 86’ Carrasco |

### Gruppo B
| Squadra             | Pt | G | V | N | P | GF | GS | DG |
| ------------------- | -- | - | - | - | - | -- | -- | -- |
| Real Madrid         | 10 | 6 | 3 | 1 | 2 | 11 | 9  | +2 |
| Borussia M'gladbach | 8  | 6 | 2 | 2 | 2 | 16 | 9  | +7 |
| Šachtar             | 8  | 6 | 2 | 2 | 2 | 5  | 12 | -7 |
| Inter               | 6  | 6 | 1 | 3 | 2 | 7  | 9  | -2 |

| Arbitro: | Srđan Jovanović |

|                         |           |                                        |
| Modrić 54’ Vinícius 59’ | Marcatori | 29’ Tetê 33’ (aut.) Varane 42’ Solomon |

| Arbitro: | Björn Kuipers |

|                 |           |                                   |
| Lukaku 49’, 90’ | Marcatori | 63’ (rig.) Bensebaini 84’ Hofmann |

| Kiev 27 ottobre 2020, ore 18:55 CET 2ª giornata | Šachtar        | 0 – 0 referto | Inter | NSK Olimpijs'kyj (10 178 spett.)\| Arbitro: \| Georgi Kabakov \| |
| Arbitro:                                        | Georgi Kabakov |               |       |                                                                  |

| Arbitro: | Orel Grinfeld |

|                 |           |                            |
| Thuram 33’, 58’ | Marcatori | 87’ Benzema 90+3’ Casemiro |

| Arbitro: | Serdar Gözübüyük |

|  |           |                                                               |
|  | Marcatori | 8’, 26’, 78’ Pléa 17’ (aut.) Bondar 44’ Bensebaini 65’ Stindl |

| Arbitro: | Clément Turpin |

|                                   |           |                          |
| Benzema 25’ Ramos 33’ Rodrygo 80’ | Marcatori | 35’ Martínez 68’ Perišić |

| Arbitro: | Cüneyt Çakır |

|                                                     |           |  |
| Stindl 17’ (rig.) Elvedi 34’ Embolo 45+1’ Wendt 77’ | Marcatori |  |

| Arbitro: | Anthony Taylor |

|  |           |                                    |
|  | Marcatori | 7’ (rig.) Hazard 59’ (aut.) Hakimi |

| Arbitro: | Ovidiu Hațegan |

|                          |           |  |
| Dentinho 57’ Solomon 82’ | Marcatori |  |

| Arbitro: | Danny Makkelie |

|                 |           |                             |
| Pléa 45+1’, 76’ | Marcatori | 17’ Darmian 64’, 73’ Lukaku |

| Arbitro: | Björn Kuipers |

|                 |           |  |
| Benzema 9’, 32’ | Marcatori |  |

| Milano 9 dicembre 2020, ore 21:00 CET 6ª giornata | Inter         | 0 – 0 referto | Šachtar | Stadio Giuseppe Meazza (0 spett.)\| Arbitro: \| Slavko Vinčić \| |
| Arbitro:                                          | Slavko Vinčić |               |         |                                                                  |

### Gruppo C
| Squadra             | Pt | G | V | N | P | GF | GS | DG  |
| ------------------- | -- | - | - | - | - | -- | -- | --- |
| Manchester City     | 16 | 6 | 5 | 1 | 0 | 13 | 1  | +12 |
| Porto               | 13 | 6 | 4 | 1 | 1 | 10 | 3  | +7  |
| Olympiacos          | 3  | 6 | 1 | 0 | 5 | 2  | 10 | -8  |
| Olympique Marsiglia | 3  | 6 | 1 | 0 | 5 | 2  | 13 | -11 |

| Arbitro: | Andris Treimanis |

|                                           |           |          |
| Agüero 20’ (rig.) Gündoğan 65’ Torres 73’ | Marcatori | 14’ Díaz |

| Arbitro: | Daniele Orsato |

|              |           |  |
| Hassan 90+1’ | Marcatori |  |

| Arbitro: | Daniel Siebert |

|                         |           |  |
| Vieira 11’ Oliveira 85’ | Marcatori |  |

| Arbitro: | Tobias Stieler |

|  |           |                                      |
|  | Marcatori | 18’ Torres 76’ Gündoğan 81’ Sterling |

| Arbitro: | Carlos del Cerro Grande |

|                                          |           |  |
| Torres 12’ Gabriel Jesus 81’ Cancelo 90’ | Marcatori |  |

| Arbitro: | Antonio Mateu Lahoz |

|                                        |           |  |
| Marega 4’ Oliveira 28’ (rig.) Díaz 69’ | Marcatori |  |

| Arbitro: | Davide Massa |

|  |           |           |
|  | Marcatori | 36’ Foden |

| Arbitro: | Andreas Ekberg |

|  |           |                                |
|  | Marcatori | 39’ Sanusi 72’ (rig.) Oliveira |

| Arbitro: | Jesús Gil Manzano |

|                              |           |            |
| Payet 55’ (rig.), 75’ (rig.) | Marcatori | 33’ Camara |

| Porto 1º dicembre 2020, ore 21:00 CET 5ª giornata | Porto         | 0 – 0 referto | Manchester City | Estádio do Dragão (0 spett.)\| Arbitro: \| Björn Kuipers \| |
| Arbitro:                                          | Björn Kuipers |               |                 |                                                             |

| Arbitro: | Halil Umut Meler |

|                                         |           |  |
| Torres 48’ Agüero 77’ Álvaro 90’ (aut.) | Marcatori |  |

| Arbitro: | Felix Brych |

|  |           |                             |
|  | Marcatori | 10’ (rig.) Otávio 77’ Uribe |

### Gruppo D
| Squadra     | Pt | G | V | N | P | GF | GS | DG |
| ----------- | -- | - | - | - | - | -- | -- | -- |
| Liverpool   | 13 | 6 | 4 | 1 | 1 | 10 | 3  | +7 |
| Atalanta    | 11 | 6 | 3 | 2 | 1 | 10 | 8  | +2 |
| Ajax        | 7  | 6 | 2 | 1 | 3 | 7  | 7  | 0  |
| Midtjylland | 2  | 6 | 0 | 2 | 4 | 4  | 13 | -9 |

| Arbitro: | Felix Brych |

|  |           |                       |
|  | Marcatori | 35’ (aut.) Tagliafico |

| Arbitro: | Artur Soares Dias |

|  |           |                                              |
|  | Marcatori | 26’ Zapata 36’ Gómez 42’ Muriel 89’ Mirančuk |

| Arbitro: | Paweł Raczkowski |

|                                   |           |  |
| Diogo Jota 55’ Salah 90+3’ (rig.) | Marcatori |  |

| Arbitro: | Damir Skomina |

|                 |           |                             |
| Zapata 54’, 60’ | Marcatori | 30’ (rig.) Tadić 38’ Traoré |

| Arbitro: | Bobby Madden |

|            |           |                     |
| Dreyer 18’ | Marcatori | 1’ Antony 13’ Tadić |

| Arbitro: | Ovidiu Hațegan |

|  |           |                                             |
|  | Marcatori | 16’, 33’, 54’ Diogo Jota 47’ Salah 49’ Mané |

| Arbitro: | Carlos del Cerro Grande |

|  |           |                       |
|  | Marcatori | 60’ Iličić 64’ Gosens |

| Arbitro: | Sergej Karasëv |

|                                        |           |                  |
| Gravenberch 47’ Mazraoui 49’ Neres 66’ | Marcatori | 80’ (rig.) Mabil |

| Arbitro: | Tobias Stieler |

|           |           |  |
| Jones 58’ | Marcatori |  |

| Arbitro: | Anastasios Sidīropoulos |

|            |           |            |
| Romero 79’ | Marcatori | 13’ Scholz |

| Arbitro: | Carlos del Cerro Grande |

|  |           |            |
|  | Marcatori | 85’ Muriel |

### Gruppo E
| Squadra   | Pt | G | V | N | P | GF | GS | DG  |
| --------- | -- | - | - | - | - | -- | -- | --- |
| Chelsea   | 14 | 6 | 4 | 2 | 0 | 14 | 2  | +12 |
| Siviglia  | 13 | 6 | 4 | 1 | 1 | 9  | 8  | +1  |
| Krasnodar | 5  | 6 | 1 | 2 | 3 | 6  | 11 | -5  |
| Rennes    | 1  | 6 | 0 | 1 | 5 | 3  | 11 | -8  |

| Londra 20 ottobre 2020, ore 21:00 CEST 1ª giornata | Chelsea      | 0 – 0 referto | Siviglia | Stamford Bridge (0 spett.)\| Arbitro: \| Davide Massa \| |
| Arbitro:                                           | Davide Massa |               |          |                                                          |

| Arbitro: | Anastasios Sidīropoulos |

|                     |           |             |
| Guirassy 56’ (rig.) | Marcatori | 59’ Ramírez |

| Arbitro: | Ali Palabıyık |

|  |           |                                                          |
|  | Marcatori | 37’ Hudson-Odoi 76’ (rig.) Werner 79’ Ziyech 90’ Pulisic |

| Arbitro: | Cüneyt Çakır |

|             |           |  |
| de Jong 55’ | Marcatori |  |

| Arbitro: | Felix Brych |

|                                |           |                                |
| Rakitić 42’ En-Nesyri 69’, 72’ | Marcatori | 17’ Sulejmanov 21’ (rig.) Berg |

| Arbitro: | Felix Zwayer |

|                                           |           |  |
| Werner 10’ (rig.), 41’ (rig.) Abraham 50’ | Marcatori |  |

| Arbitro: | Marco Guida |

|               |           |                        |
| Wanderson 56’ | Marcatori | 4’ Rakitić 90+5’ Munir |

| Arbitro: | Björn Kuipers |

|              |           |                              |
| Guirassy 85’ | Marcatori | 22’ Hudson-Odoi 90+1’ Giroud |

| Arbitro: | William Collum |

|          |           |  |
| Berg 71’ | Marcatori |  |

| Arbitro: | Artur Soares Dias |

|  |           |                                 |
|  | Marcatori | 8’, 54’, 74’, 83’ (rig.) Giroud |

| Arbitro: | Pavel Královec |

|                     |           |             |
| Jorginho 28’ (rig.) | Marcatori | 24’ Cabella |

| Arbitro: | Bartosz Frankowski |

|                   |           |                                 |
| Rutter 86’ (rig.) | Marcatori | 32’ Koundé 45+2’, 81’ En-Nesyri |

### Gruppo F
| Squadra               | Pt | G | V | N | P | GF | GS | DG |
| --------------------- | -- | - | - | - | - | -- | -- | -- |
| Borussia Dortmund     | 13 | 6 | 4 | 1 | 1 | 12 | 5  | +7 |
| Lazio                 | 10 | 6 | 2 | 4 | 0 | 11 | 7  | +4 |
| Club Bruges           | 8  | 6 | 2 | 2 | 2 | 8  | 10 | -2 |
| Zenit San Pietroburgo | 1  | 6 | 0 | 1 | 5 | 4  | 13 | -9 |

| Arbitro: | Benoît Bastien |

|                    |           |                               |
| Horvath 74’ (aut.) | Marcatori | 63’ Dennis 90+3’ De Ketelaere |

| Arbitro: | Clément Turpin |

|                                            |           |            |
| Immobile 6’ Hitz 23’ (aut.) Akpa-Akpro 76’ | Marcatori | 71’ Håland |

| Arbitro: | Björn Kuipers |

|                                |           |  |
| Sancho 78’ (rig.) Håland 90+1’ | Marcatori |  |

| Arbitro: | Anthony Taylor |

|                    |           |            |
| Vanaken 42’ (rig.) | Marcatori | 14’ Correa |

| Arbitro: | Artur Soares Dias |

|             |           |             |
| Erokhin 32’ | Marcatori | 82’ Caicedo |

| Arbitro: | Damir Skomina |

|  |           |                            |
|  | Marcatori | 14’ Hazard 18’, 32’ Håland |

| Arbitro: | Michael Oliver |

|                                    |           |            |
| Immobile 3’, 55’ (rig.) Parolo 22’ | Marcatori | 25’ Dzjuba |

| Arbitro: | Ivan Kružliak |

|                            |           |  |
| Håland 18’, 60’ Sancho 45’ | Marcatori |  |

| Arbitro: | Antonio Mateu Lahoz |

|               |           |                     |
| Guerreiro 44’ | Marcatori | 67’ (rig.) Immobile |

| Arbitro: | Serdar Gözübüyük |

|                                              |           |  |
| De Ketelaere 33’ Vanaken 58’ (rig.) Lang 73’ | Marcatori |  |

| Arbitro: | István Kovács |

|             |           |                         |
| Driussi 16’ | Marcatori | 68’ Piszczek 78’ Witsel |

| Arbitro: | Cüneyt Çakır |

|                                |           |                        |
| Correa 12’ Immobile 27’ (rig.) | Marcatori | 15’ Vormer 76’ Vanaken |

### Gruppo G
| Squadra     | Pt | G | V | N | P | GF | GS | DG  |
| ----------- | -- | - | - | - | - | -- | -- | --- |
| Juventus    | 15 | 6 | 5 | 0 | 1 | 14 | 4  | +10 |
| Barcellona  | 15 | 6 | 5 | 0 | 1 | 16 | 5  | +11 |
| Dinamo Kiev | 4  | 6 | 1 | 1 | 4 | 4  | 13 | -9  |
| Ferencváros | 1  | 6 | 0 | 1 | 5 | 5  | 17 | -12 |

| Arbitro: | Ovidiu Hațegan |

|  |           |                 |
|  | Marcatori | 46’, 84’ Morata |

| Arbitro: | Sandro Schärer |

|                                                              |           |                     |
| Messi 27’ (rig.) Fati 42’ Coutinho 52’ Pedri 82’ Dembélé 89’ | Marcatori | 70’ (rig.) Charatin |

| Arbitro: | Danny Makkelie |

|  |           |                                |
|  | Marcatori | 14’ Dembélé 90+1’ (rig.) Messi |

| Arbitro: | Ivan Kružliak |

|                    |           |                                 |
| Nguen 59’ Boli 90’ | Marcatori | 28’ (rig.) Cyhankov 41’ de Pena |

| Arbitro: | Michael Oliver |

|                           |           |              |
| Messi 5’ (rig.) Piqué 65’ | Marcatori | 75’ Cyhankov |

| Arbitro: | Orel Grinfeld |

|          |           |                                            |
| Boli 90’ | Marcatori | 7’, 60’ Morata 73’ Dybala 81’ (aut.) Dvali |

| Arbitro: | Matej Jug |

|  |           |                                                      |
|  | Marcatori | 52’ Dest 57’, 70’ (rig.) Braithwaite 90+2’ Griezmann |

| Arbitro: | Daniel Siebert |

|                          |           |           |
| Ronaldo 35’ Morata 90+2’ | Marcatori | 19’ Uzuni |

| Arbitro: | Stéphanie Frappart |

|                                   |           |  |
| Chiesa 21’ Ronaldo 57’ Morata 66’ | Marcatori |  |

| Arbitro: | Aljaksej Kul'bakoŭ |

|  |           |                                                  |
|  | Marcatori | 14’ Griezmann 21’ Braithwaite 28’ (rig.) Dembélé |

| Arbitro: | Tobias Stieler |

|  |           |                                             |
|  | Marcatori | 13’ (rig.), 52’ (rig.) Ronaldo 20’ McKennie |

| Arbitro: | Andreas Ekberg |

|           |           |  |
| Popov 60’ | Marcatori |  |

### Gruppo H
| Squadra             | Pt | G | V | N | P | GF | GS | DG  |
| ------------------- | -- | - | - | - | - | -- | -- | --- |
| Paris Saint-Germain | 12 | 6 | 4 | 0 | 2 | 13 | 6  | +7  |
| RB Lipsia           | 12 | 6 | 4 | 0 | 2 | 11 | 12 | -1  |
| Manchester Utd      | 9  | 6 | 3 | 0 | 3 | 15 | 10 | +5  |
| İstanbul Başakşehir | 3  | 6 | 1 | 0 | 5 | 7  | 18 | -11 |

| Arbitro: | Antonio Mateu Lahoz |

|                    |           |                                   |
| Martial 55’ (aut.) | Marcatori | 23’ (rig.) Fernandes 87’ Rashford |

| Arbitro: | Jesús Gil Manzano |

|                   |           |  |
| Angeliño 16’, 20’ | Marcatori |  |

| Arbitro: | Andreas Ekberg |

|  |           |               |
|  | Marcatori | 64’, 79’ Kean |

| Arbitro: | Matej Jug |

|                                                           |           |  |
| Greenwood 21’ Rashford 74’, 78’, 90+2’ Martial 87’ (rig.) | Marcatori |  |

| Arbitro: | Davide Massa |

|                  |           |             |
| Ba 13’ Višća 40’ | Marcatori | 43’ Martial |

| Arbitro: | Szymon Marciniak |

|                                |           |             |
| Nkunku 42’ Forsberg 57’ (rig.) | Marcatori | 6’ Di María |

| Arbitro: | Ovidiu Hațegan |

|                                                   |           |           |
| Fernandes 7’, 19’ Rashford 35’ (rig.) James 90+2’ | Marcatori | 75’ Türüç |

| Arbitro: | Danny Makkelie |

|                   |           |  |
| Neymar 11’ (rig.) | Marcatori |  |

| Arbitro: | Carlos del Cerro Grande |

|                         |           |                                                |
| Kahveci 45+3’, 72’, 85’ | Marcatori | 26’ Poulsen 43’ Mukiele 66’ Olmo 90+2’ Sørloth |

| Arbitro: | Daniele Orsato |

|              |           |                                 |
| Rashford 32’ | Marcatori | 6’, 90+1’ Neymar 69’ Marquinhos |

| Arbitro: | Danny Makkelie |

|                                             |           |           |
| Neymar 21’, 38’, 50’ Mbappé 42’ (rig.), 62’ | Marcatori | 57’ Topal |

| Arbitro: | Antonio Mateu Lahoz |

|                                      |           |                                        |
| Angeliño 2’ Haidara 13’ Kluivert 69’ | Marcatori | 80’ (rig.) Fernandes 82’ (aut.) Konaté |